# マウントレイクテラス (ワシントン州)
マウントレイクテラス（Mountlake Terrace）は、アメリカ合衆国ワシントン州スノホミッシュ郡の都市である。人口は2万1286人（2020年）。シアトルの北21キロメートルに位置している。

## 地理
アメリカ合衆国統計局によると、総面積10.7 km2 (4.2 mi2) である。このうち10.5 km2 (4.0 mi2) が陸地であり、0.3 km2 (0.1 mi2) (2.65%) が水地である。

## 住民
2000年国勢調査では、人口20,362人、7,962世帯、5,016家族が暮らしている。人口密度は1,946.0/km2 (5,036.7/mi2) である。785.3/km2 (2,032.6/mi2) の平均的な密度に8,217軒の住宅が建っている。この都市の人種的な構成は白人77.70%、アフリカン・アメリカン2.52%、ネイティブ・アメリカン1.08%、アジア10.64%、太平洋諸島系0.58%、その他の人種2.61%、混血4.87%である。この人口の5.65%はヒスパニックまたはラテン系である。
全世帯のうち、18歳未満の子供と同居している世帯が32.8%、夫婦のみの世帯が46.2%、未婚女性の世帯が11.8%であり、37.0%は家族を持たない。個人名義の世帯主が26.2%、そのうち65歳以上が6.4%である。世帯ごとの平均人数は2.54人、家族ごとの平均人数は3.11人である。
18歳未満の未成年が25.3%、18歳以上24歳以下が9.8%、25歳以上44歳以下が35.6%、45歳以上64歳以下が20.2%、65歳以上が9.2%、平均年齢は34歳である。女性100人に対して男性は98.0人である。18歳以上の女性100人に対して男性は95.6人である。
この都市の世帯ごとの平均的な収入は47,238 USドルであり、家族ごとの平均的な収入は52,117 USドルである。男性は37,421 USドルに対して女性は28,796 USドルの平均的な収入がある。この都市の一人当たりの収入 (per capita income) は21,566 USドルである。人口の5.8%及び家族の8.0%の収入は貧困線以下である。全人口のうち18歳未満の11.3%及び65歳以上の7.6%は貧困線以下の生活を送っている。

## 交通
- 2024年、リンク・ライトレール（en:Link light rail）1号線が延伸され市内に駅が開業した。ダウンタウン・シアトルやシアトル・タコマ国際空港へ乗り換え無しで行くことができる。